# Rückkehr nach Roissy
Rückkehr nach Roissy ist eine 1969 erschienene sadomasochistische Erzählung der französischen Schriftstellerin Anne Desclos (bekannter als Dominique Aury), die sie unter dem Pseudonym Pauline Réage veröffentlichte. Sie stellt eine Fortsetzung ihres berühmten Romanes Geschichte der O dar. Die Autorin selbst merkte dazu allerdings an, die Seiten seien „bewußt ein Abstieg, und sie dürfen niemals in die Geschichte der O einbezogen werden“.

## Inhalt
Die 1954 erschienene Geschichte der O endet mit dem Hinweis auf ein mögliches letztes Kapitel, welches gestrichen worden sei: Darin kehrt O nach Roissy zurück und wird dort von Sir Stephen verlassen; in einer Alternativversion wünscht sich O – als sie sieht, dass Sir Stephen sie verlassen wird – ihren Tod und Sir Stephen erteilt seine Zustimmung.
In der später tatsächlich veröffentlichten Fassung von Rückkehr nach Roissy wird Sir Stephen am Ende wegen Mordes (an einem Geschäftspartner, dem er O zur Verfügung überlassen hatte) polizeilich gesucht. O wird hernach von der Leiterin des Schlosses erklärt, sie sei nun frei; so sie wolle, könne sie jedoch auch bleiben.

## Rezeption
Das Ende der Geschichte der O gilt als ein Meisterwerk der erotischen Weltliteratur. Susan Sontag verwendete den Roman als ein Beispiel für die Legitimität von hochwertiger Pornografie als eigenständiges literarisches Genre. Die Rückkehr nach Roissy erschien 15 Jahre später. Für einige ist das Werk ein unnützer Weitergang der Geschichte, auf den sie gerne verzichten können. Für andere jedoch ist die Geschichte eine legitime literarische Alternative, die angesichts der Möglichkeiten einer modernen Welt immer zu finden ist und deshalb respektiert werden muss, oder nur als gedankliche Alternative gesehen werden kann, wie es die Autorin in ihrem Vorwort betont.
„Rückkehr nach Roissy“ (rororo Taschenbuchnummer 4172, Rowohlt, Reinbek) wurde laut Bundesanzeiger Nr. 94 vom 22. Mai 1982 durch die Bundesprüfstelle für jugendgefährdende Medien als jugendgefährdend indiziert.
Seit 2000 ist das Werk in einer Edition mit Begleittext frei erhältlich und wird in großen Auflagen verkauft.

## Ausgaben
- Pauline Réage: Rückkehr nach Roissy. Übers. Margaret Carroux. Melzer, Darmstadt 1969
  - Als Doppelband incl. Hauptwerk im Langen Müller Verlag, München 2013. Vorwort Jean Paulhan